# Reichsbeauftragter für künstlerische Formgestaltung
Der Reichsbeauftragte für künstlerische Formgebung war in der Zeit des Nationalsozialismus eine direkt dem Führer und Reichskanzler Adolf Hitler unterstellte Behörde. Seit 1935 bekleidete Hans Herbert Schweitzer diese Stellung.